# Биков Юрій Анатолійович
Юрій Анатолійович Биков (рос. Ю́рий Анато́льевич Бы́ков) — російський кінорежисер, продюсер, сценарист та актор.

## Біографія
Юрій Биков народився 15 серпня 1981 року в місті Новомічурінськ Рязанської області. Спочатку жив разом із батьками в вагончику. Батько Бикова був за професією шофером, мати працювала на Новомічурінському заводі великопанельного домобудівництва. Приблизно в 1987 році батько поїхав у Тюмень і більше Юрій його не бачив. Приблизно до 12 років Биков жив з однією матір'ю. Пізніше мати повторно вийшла заміж, вітчим працював кранівником-оператором на електростанції.
В інтерв'ю 2013 року Биков казав, що проблема відсутності благополуччя і соціальної напруги в Росії як і раніше актуальна, і наводив дані, що на той момент його матері платили 1700 рублів на місяць за роботу в маленькому пологовому будинку Новомічурінську, а Рязанську ГРЕС, на якій працює його вітчим, збираються закривати.

Биков вказував, що в період юнацтва він «бачив, наприклад, як людей машиною переїжджають у покарання» і знав, що багато в Новомічурінську від нестачі грошей вступали в різні злочинні угруповання. Деякий час до кінця школи сам виконував дрібні доручення одного угруповання:
Десь щось там свиснути, машину перевернути. А були великі серйозні хлопці, які керували справами. Я до цього рівня не доріс. Дуже швидко відвалився.
Відзначав, що пішов, тому що після двох приводів до підвалу із засуванням його голови в мішок із цукром зрозумів, що він боїться такої роботи.
Захоплювався літературою, писав оповідання і вірші в місцеву газету, ходив у музичну школу, грав у музичних групах, працював аранжувальником у місцевій студії. Непогано вчився в школі, але з дев'ятого класу «скотився майже до двійок» через втрату інтересу до навчання і звернення основної уваги до творчості.
Закінчивши школу, два тижні працював вантажником, потім наступні два-три роки оператором дискотеки і машиністом сцени в клубі культури, паралельно відвідував театральний гурток.
Потім пробував вступати на актора в різні навчальні заклади, але не пройшов за конкурсом. Пізніше Новомічурінськ відвідав Борис Невзоров і подивився місцеві вистави, завдяки яким Биков зміг сподобатися народному артисту й режисерові і записатися на його дочірній курс при ГІТІСі. Через півроку перейшов із ГІТІСу до ВДІКу, де з'явилося вільне місце, і провчився у ВДІКу чотири роки.
У 2005 закінчив акторський факультет ВДІКу (майстерня Володимира Грамматикова).
Грав у театрах: МХАТ, «Et cetera», Театрі Місяця, Театрі Російської армії. В останньому грав головну роль у виставі «Одруження Белугіна», але пішов під час репетиції через низьку зарплату (3000 рублів) і втрати інтересу. Грав невеликі ролі в кіно і телесеріалах. Протягом шести років був клоуном-аніматором у вірменському дитячому клубі «Яуза», де грав роль Джека Горобця.
З 2005 по 2009 рік знімав рекламні ролики і пробував знімати короткометражні фільми. За власним визнанням, картини вийшли дуже поганими, так як «багато слухав кожного на майданчику, замість того щоб самому приймати рішення». У 2006 році зняв шестихвилинний фільм «Щастя», у 2007 році п'ятихвилинний фільм «Рядок» і в 2008 році чотирнадцятихвилинний фільм «Вечір».
У 2009 році зняв короткометражний фільм «Начальник», у якому виступив як сценарист, режисер, композитор, продюсер і актор. Фільм був нагороджений головним призом у конкурсі «Кінотавр. Короткий метр» на кінофестивалі «Кінотавр». Фільм був знятий на накопичені режисером 150 тисяч рублів, які Биков відмовився вкладати в своє навчання на режисерському факультеті ВДІКу у В. Ю. Абдрашитова, куди його двічі зараховували.
У 2010 році зняв першу повнометражну картину «Жити». Психологічно-гостросюжетна драма була відзначена призами на міжнародному фестивалі «Сталкер» і місцевих фестивалях у Смоленську і Благовіщенську.
Був режисером серіалу «Станиця», але пішов прямо зі знімального майданчика, так як не хотів «знімати халтуру». Ідейні розбіжності Бикова з продюсерами серіалу, присвяченого подіям перед масовим вбивством у станиці Кущевській, полягали в тому, що Биков прагнув з'ясувати причини великого страху людей перед «Цапковськими», продюсери ж прагнули випустити сентиментальну мелодраму.
У 2013 році відбулася прем'єра фільму «Майор» в рамках «Тижня критики» Каннського кінофестивалю. Кримінальна драма була відзначена нагородами на низці фестивалів, у тому числі призами «За найкращий фільм», «За найкращу режисуру» та «За видатний художній внесок» на шістнадцятому Шанхайському міжнародному кінофестивалі. У 2016 році американська компанія Netflix отримала права на показ і планує перезняти фільм у форматі міні-серіалу «Сім секунд», що включає 10 епізодів. В адаптованому сюжеті білий поліцейський буде намагатися приховати свої постріли по чорношкірому хлопчику.
У 2014 році вийшов у світ соціально-драматичний фільм «Дурень». Картина отримала ряд престижних нагород, включаючи приз імені Г. Горіна за найкращий сценарій і диплом Гільдії кінознавців і кінокритиків («За безкомпромісність художнього висловлювання») на фестивалі «Кінотавр-2014». Станом на початок 2017 рік фільм був одним із двох російських фільмів, що мають рейтинг на «КиноПоиск» понад вісім балів. Також фільм особливо відзначив один із трьох головних кінокритиків «Нью-Йорк таймс» Стефен Холден, поставивши його на четверте місце в списку п'яти найкращих фільмів 2015 року за версією газети.
У 2014 році став режисером першого сезону телесеріалу «Метод», що вийшов на екран у наступному році. Був запрошений на зйомки завдяки Костянтину Хабенському, якому сподобався фільм «Майор». Биков зазначає, що знімав серіал «за принципами коміксу» в його легкій формі і слідував вказівкам шоураннера Олександра Цекало. Серіал отримав премію ТЕФІ в категорії «Телевізійний фільм / серіал» і кілька інших нагород. Биков відмовився брати участь у зйомках другого сезону серіалу через відсутність новизни в даному досвіді, а також через орієнтації на авторське кіно замість комерційного режисирування і заробляння грошей.
Зняв дві третини фільму «Час перших», присвяченого Олексію Леонову і його виходу у відкритий космос, але через творчі розбіжності був відсторонений від проєкту. Згідно зі словами продюсера фільму Тимура Бекмамбетова, у фільмі залишилися сцени, зняті Юрієм Биковим.
У 2016 році заснував кінокомпанію «Кода» для суттєвого зменшення витрат на адміністрування власних авторських фільмів і поліпшення загального контролю процесу зйомок. Передбачається, що на студії будуть створюватися нестандартні неконвейерні фільми.
У 2016 році закінчив зйомку гостросюжетного серіалу «Сплячі» за сценарієм Сергія Мінаєва. Биков зазначає, що на початку проєкту були розмови про можливість авторського серіалу, але потім він став звичайним найманим режисером без права брати участь у постпродакшені, включаючи монтаж. Тому Биков вказує, що він не може взяти на себе «творчу відповідальність» за серіал, і висловлює подив, що етап постпродакшену довірили продюсеру Олені Лапіної, що не брала участь раніше у жодному проєкті. 13 жовтня 2017 року Биков заявив про відхід із кінематографа за підсумками зйомок серіалу «Сплячі», заявивши, що знявши його, він «зрадив все прогресивне покоління, яке щось хотіло змінити в цій країні».
Навесні 2018 року Биков закінчив зйомку фільму «Завод», який вийшов у широкий прокат у лютому 2019 року. Будучи, за словами режисера, трилером, кримінальною та соціальною драмою і одночасно бойовиком, через такий набір жанрів фільм не показувався на низці європейських фестивалів. Фільм отримав приз за кращий сценарій на 13-му Міжнародному фестивалі поліцейських фільмів у Льєжі і деякі інші нагороди на кінофестивалях у Росії. Також за підсумками загального голосування глядачів «Кинопоиск» «Завод» отримав друге місце в списку найкращих російських фільмів 2019 року.

## Відгуки
Кінорежисер Емір Кустуріца включив картину Бикова «Майор» до позаконкурсної програми «Сучасні тенденції» свого Міжнародного фестивалю кіно і музики «Кустендорф». У програму, зазначив Кустуріца, включені «деякі з найкращих фільмів» 2013 року, і вказав, що Биков «дуже талановитий»: Те предпосылки, которые сейчас имеются, позволяют поставить его в один ряд с тем же Озоном вне зависимости от того, что он очень молод и что это только начало. <…> Как я слышал, Быков снимает новый фильм. Думаю, что его ждёт большая режиссёрская карьера.

Кінорежисер Андрій Звягінцев на зустрічі в ДК «Ясна Поляна» відзначав, що Юрій Биков «дуже талановита людина, дуже сильний режисер». Звягінцев вказував, що він позитивно оцінює фільм «Дурень» і менш однозначно фільм «Майор»:
Потому что, мне кажется, в финале там что-то он как-то не справился.
Також Звягінцев зазначав, що одного разу він передав Бикову, «чтобы он ерундой не занимался» і продовжував свою режисерську діяльність у той час, коли Биков хотів припинити знімати свої фільми.

## Фільмографія

### Режисер-постановник
- 2009 — Начальник (короткометражний)
- 2010 — Жити
- 2012 — Інкасатори (телесеріал)
- 2013 — Майор
- 2014 — Дурень
- 2014 — Ялинки 1914 (новела «Ведмідь»)
- 2015 — Метод (телесеріал)
- 2017 — Сплячі (серіал)
- 2018 — Завод
- 2019 — Охоронець

### Сценарист
- 2009 — Начальник (короткометражний)
- 2010 — Жити
- 2013 — Майор
- 2014 — Дурень
- 2018 — Завод
- 2019 — Охоронець

### Композитор
- 2010 — Жити
- 2013 — Майор
- 2014 — Дурень

### Продюсер
- 2009 — Начальник (короткометражний)

### Актор
- 2006—2007 — Любов як любов — епізод
- 2006 — Все змішалося в домі … — Генадій Петрович Демідов
- 2007 — Солдати 13 — Сопонарь
- 2007 — Морська душа — Вадік
- 2008 — Ранетки — Том, наркодилер
- 2008 — С. С. Д. — маніяк у масці
- 2009 — Начальник — капітан ФСБ
- 2009 — Ключі від щастя — Олег
- 2009 — Танки грязи не боятся — сержант Вадим Смірнов
- 2009 — Закон і порядок: Відділ оперативних розслідувань 3 — Жора Семенов
- 2009 — Дві сестри 2 — бандит
- 2009 — Завжди говори «завжди» 5
- 2009 — Ланцюг
- 2009 — Дикий
- 2010 — Солдати 16: Дембель неминучий — рядовий Микола Сопонарь
- 2012 — Інкасатори — грабіжник
- 2013 — Майор — Павло Коршунов
- 2015 — Метод — «Худий», детектив
- 2016 — Високі підбори — режисер
- 2017 — Вогні великого села
- 2017 — Сплячі — Слава, підривник
- 2019 — Охоронець

## Призи і нагороди

### Фільм «Начальник»
- Кінофестиваль «Кінотавр-2009» — головний приз у конкурсі «Кінотавр. Короткий метр».
- Міжнародний фестиваль короткометражних фільмів «Інтерфест» в Берліні — спеціальний приз.

### Фільм «Жити»
- Міжнародний фестиваль фільмів про права людини «Сталкер» — приз «Дебют-Сталкер» за ігровий фільм.
- Кінофестиваль у Тайбеї — спеціальний приз журі.
- Фестиваль «Золотий Фенікс» (Смоленськ) — приз у номінації «Дебют»; Фестиваль «Амурська осінь» (Благовєщенськ) — спеціальний приз Генерального продюсера фестивалю.

### Фільм «Майор»
- 16-й Шанхайський міжнародний кінофестиваль:

1. Приз За найкращий фільм (одноголосне рішення журі).
2. Приз За найкращу режисуру і За видатний художній внесок.

- 66-й Каннський кінофестиваль — участь в «тижня критики».
- Кінофестиваль «Кінотавр-2013» — номінація на приз За кращий фільм кінофестивалю.
- Фільм був показаний на Московському міжнародному кінофестивалі-2013, VII Міжнародному кінофестивалі «Дзеркало» імені Андрія Тарковського.
- Приз «Новий жанр» (Nouveau Genre Award) кінофестивалю L'Étrange Festival 2013 (Франція). Приз заснований французьким телеканалом Canal + Cinéma. Фільм переміг у номінації «Найбільш актуальне молодіжний сюжет» на V Московському відкритому фестивалі молодіжного кіно «Віддзеркалення» в Зеленограді (2013).
- Приз за найкращу режисуру 23-го фестивалю східноєвропейських фільмів у Котбусі Німеччина (2013).
- 7-й фестиваль «Супутник над Польщею», Варшава — другий приз фестивалю з формулюванням За зворушливий, повний напруги образ дійсності, знятий згідно з кращими зразками жанру.
- 32-й Міжнародний кінофестиваль «Фаджр» в Ірані — спеціальний приз журі.
- Міжнародний незалежний кінофестиваль у Румунії «ANONIMUL» — гран-прі 2013.
- 5-й Міжнародний кінофестиваль у Пріштіні — приз за найкращу режисуру.
- Фестиваль «Золотий Фенікс» (Смоленськ) — гран-прі «Діамантовий Фенікс».
- Фестиваль «Амурська осінь» (Благовєщенськ) — приз за найкращий сценарій.
- Премія «Ніка» за найкращу чоловічу роль другого плану і номінація на премію «Ніка» за кращу режисерську робот.
- IV фестиваль молодого європейського кіно Voices — приз глядацьких симпатій.
- XXII кінофестиваль «Віват кіно Росії!» (Санкт-Петербург) — приз за найкращу чоловічу роль.

### Фільм «Дурень»
Кінофестиваль «Кінотавр-2014»:
- приз ім. Г. Горіна за найкращий сценарій
- диплом Гільдії кінознавців і кінокритиків («За безкомпромісність художнього висловлювання»)
- приз глядацьких симпатій

Кінофестиваль у Локарно:
- приз екуменічного журі
- приз молодіжного журі

Фестиваль європейського кіно «Дез Арк» в Греноблі:
- гран-прі — «Кришталева стріла»
- премія молодіжного журі

Міжнародний кінофестиваль в Аррасі:
- срібний атлас
- приз глядацьких симпатій
- приз молодіжного журі

Кінопремія «Ніка»:
- премія за найкращий сценарій
- номінація на премію за найкращий фільм року

Дублінський міжнародний кінофестиваль — приз у номінації «Найкращий сценарій»
XXI Мінський міжнародний кінофестиваль «Лістапад» — приз «За найкращу режисуру»
39-й Міжнародний кінофестиваль у Клівленді — приз імені Джорджа Ганда III
Міжнародний кінофестиваль з прав людини в Уругваї — приз за найкращий ігровий фільм
8-й фестиваль російського кіно «Супутник над Польщею» (Варшава):
- другий приз
- приз глядацьких симпатій

43-й Міжнародний кінофестиваль «ФЕСТ» в Белграді — спеціальний приз журі
Міжнародний фестиваль фільмів Центральної та Східної Європи LET'S CEE — почесний відгук
2-й Міжнародний кінофестиваль "KINO. Фільми з Росії і не тільки "(Женева і Лозанна) — спеціальний приз
Кінофестиваль у Монклер — спеціальний приз журі за сценарій
Кінофестиваль у Л'Акуїла — спеціальна згадка
Міжнародний кінофестиваль у Річмонді — приз за найкращу музику
Премія «Жорж» у категорії «Російська драма року»
5-й Забайкальський кінофестиваль (Чита) — приз за найкращий фільм фестивалю
Фестиваль «Золотий Фенікс» (Смоленськ) — спеціальний приз імені письменника Бориса Васильєва з формулюванням «за безоглядність і чесне відображенні життя»
Один із трьох головних кінокритиків «The New York Times» Стефен Холден поставив фільм «Дурень» на четверте місце в списку п'яти кращих фільмів 2015 року з версії газети.

### Телесеріал «Метод»
- Премія ТЕФІ в категорії «Телевізійний фільм / серіал».
- Премія Нью-Йоркського кінофестивалю в категорії «Кримінальна драма».
- Платинова нагорода Хьюстонского міжнародного кінофестивалю.
- Премія «Жорж» у категорії «Російський серіал року (драма)».
- Номінація на премію «Золотий орел» за найкращий телевізійний серіал.

### Фільм «Завод»
- 13-й Міжнародний фестиваль поліцейських фільмів у Льєжі — приз за найкращий сценарій.
- 8-й Забайкальський міжнародний кінофестиваль (Чита) — приз у номінації «Найкращий актор» з формулюванням «блискучий чоловічий акторський ансамбль фільму» «Завод».
- 25-й Міжнародний фестиваль фільмів про права людини «Сталкер» — приз «Сталкер» з формулюванням «за високу художність і вірність темі прав людини» Фестиваль «Золотий Фенікс» (Смоленськ) — гран-прі «Діамантовий Фенікс».